# Сен-Жиль-Плижо
Сен-Жиль-Плижо́ (фр. Saint-Gilles-Pligeaux, брет. Sant-Jili-Plijo) — коммуна во Франции, находится в регионе Бретань. Департамент — Кот-д’Армор. Входит в состав кантона Ростренен. Округ коммуны — Генган.
Код INSEE коммуны — 22294.

## География
Коммуна расположена приблизительно в 410 км к западу от Парижа, в 110 км западнее Ренна, в 29 км к юго-западу от Сен-Бриё.

## Население
Население коммуны на 2016 год составляло 290 человек.
| 1962 | 1968 | 1975 | 1982 | 1990 | 1999 | 2010 | 2016 |
| ---- | ---- | ---- | ---- | ---- | ---- | ---- | ---- |
| 668  | 593  | 491  | 398  | 352  | 299  | 272  | 290  |

## Администрация
| Период | Период | Фамилия            | Партия        | Примечания |
| ------ | ------ | ------------------ | ------------- | ---------- |
| 1959   | 1971   | Жозеф Жакоб        | Разные левые  |            |
| 1971   | 1977   | Ноэль Жерон        | Разные левые  | учитель    |
| 1977   | 1983   | Арсен Ле Бар       | Разные правые |            |
| 1983   | 1995   | Жильбер Ле Лепврье | Разные левые  | фермер     |
| 1995   | 2014   | Франсис Ле Муань   | Разные правые |            |
| 2014   |        | Жильда Гиадер      | Разные левые  | фермер     |

## Экономика
В 2007 году среди 161 человека в трудоспособном возрасте (15—64 лет) 120 были экономически активными, 41 — неактивными (показатель активности — 74,5 %, в 1999 году было 69,0 %). Из 120 активных работали 108 человек (63 мужчины и 45 женщин), безработных было 12 (7 мужчин и 5 женщин). Среди 41 неактивных 5 человек были учениками или студентами, 22 — пенсионерами, 14 были неактивными по другим причинам.

## Достопримечательности
- Церковь Сен-Жиль[фр.] (XV век). Исторический памятник с 2003 года[3]
- Часовня Сен-Лоран (1531 год). Исторический памятник с 1979 года[4]
- Фонтан XVI века. Исторический памятник с 1953 года[5]
- Могильный курган Коллередо (бронзовый век). Исторический памятник с 1953 года[6]
- Менгир Кергорнек (эпоха неолита). Исторический памятник с 1971 года[7]
- Менгир Кергорнек № 2 (эпоха неолита). Исторический памятник с 1971 года[8]
- Менгир Крек-Ожель (эпоха неолита). Исторический памятник с 1971 года[9]

## Фотогалерея

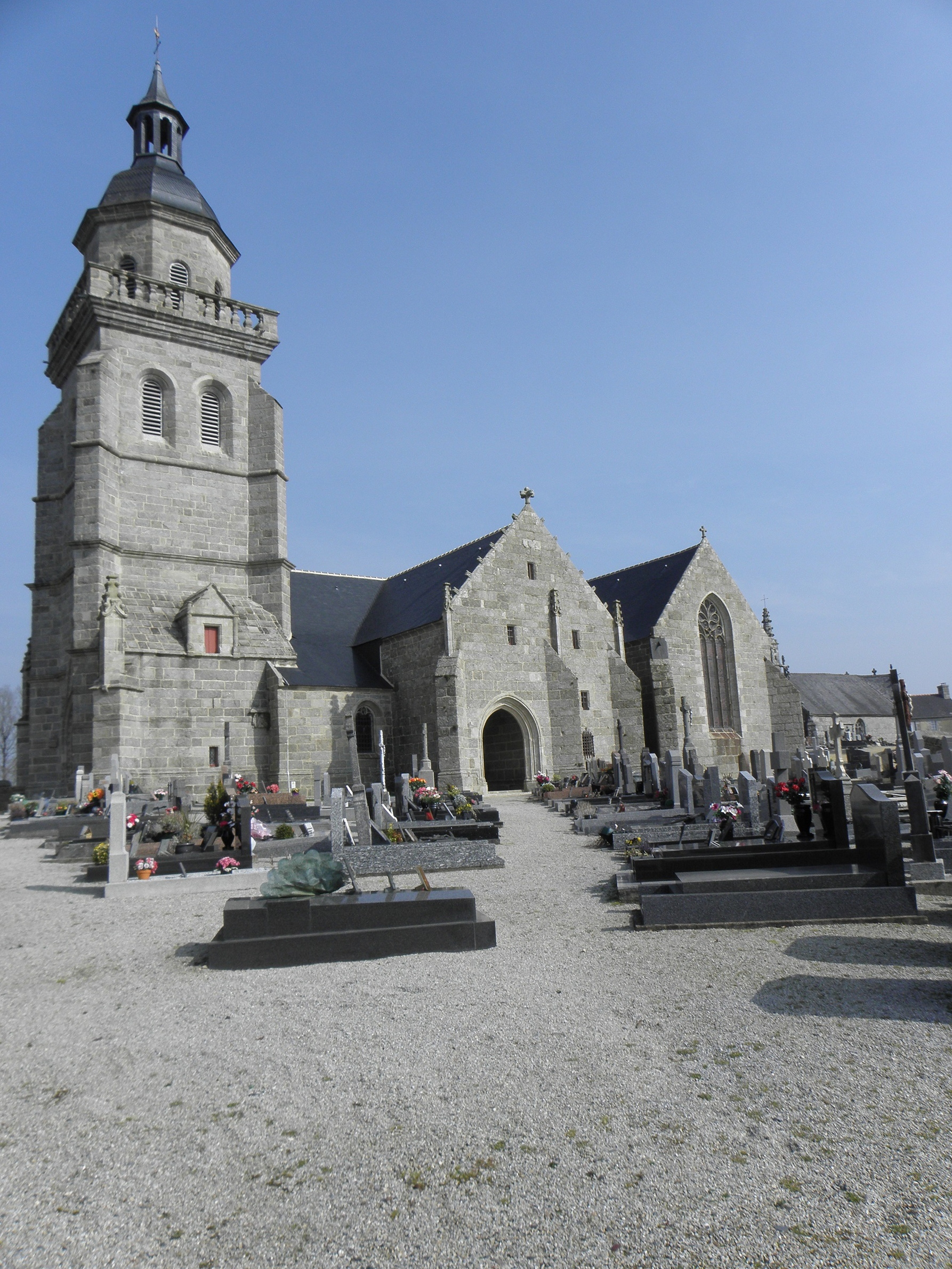
Церковь Сен-Жиль
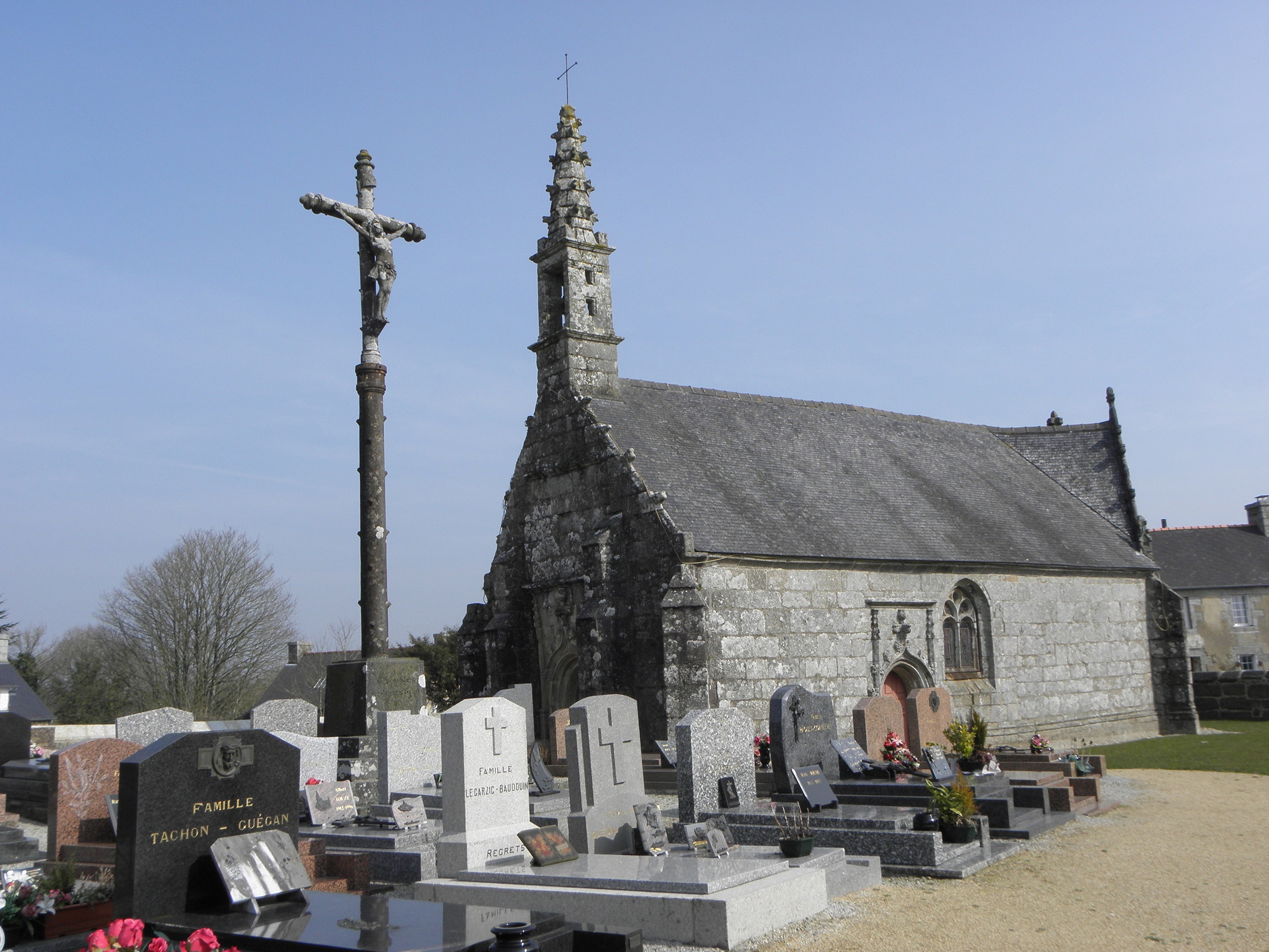
Часовня Сен-Лоран
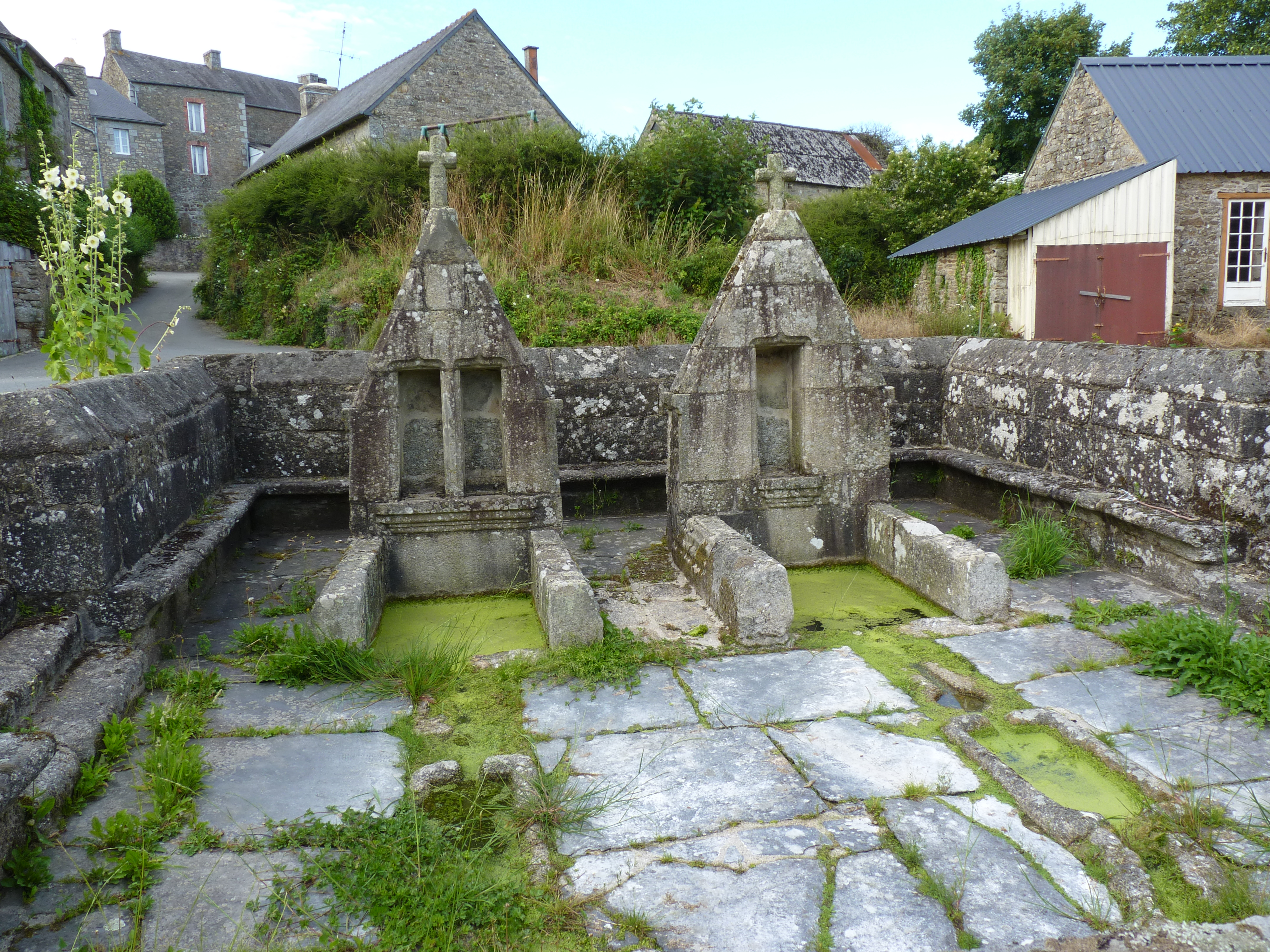
Фонтан
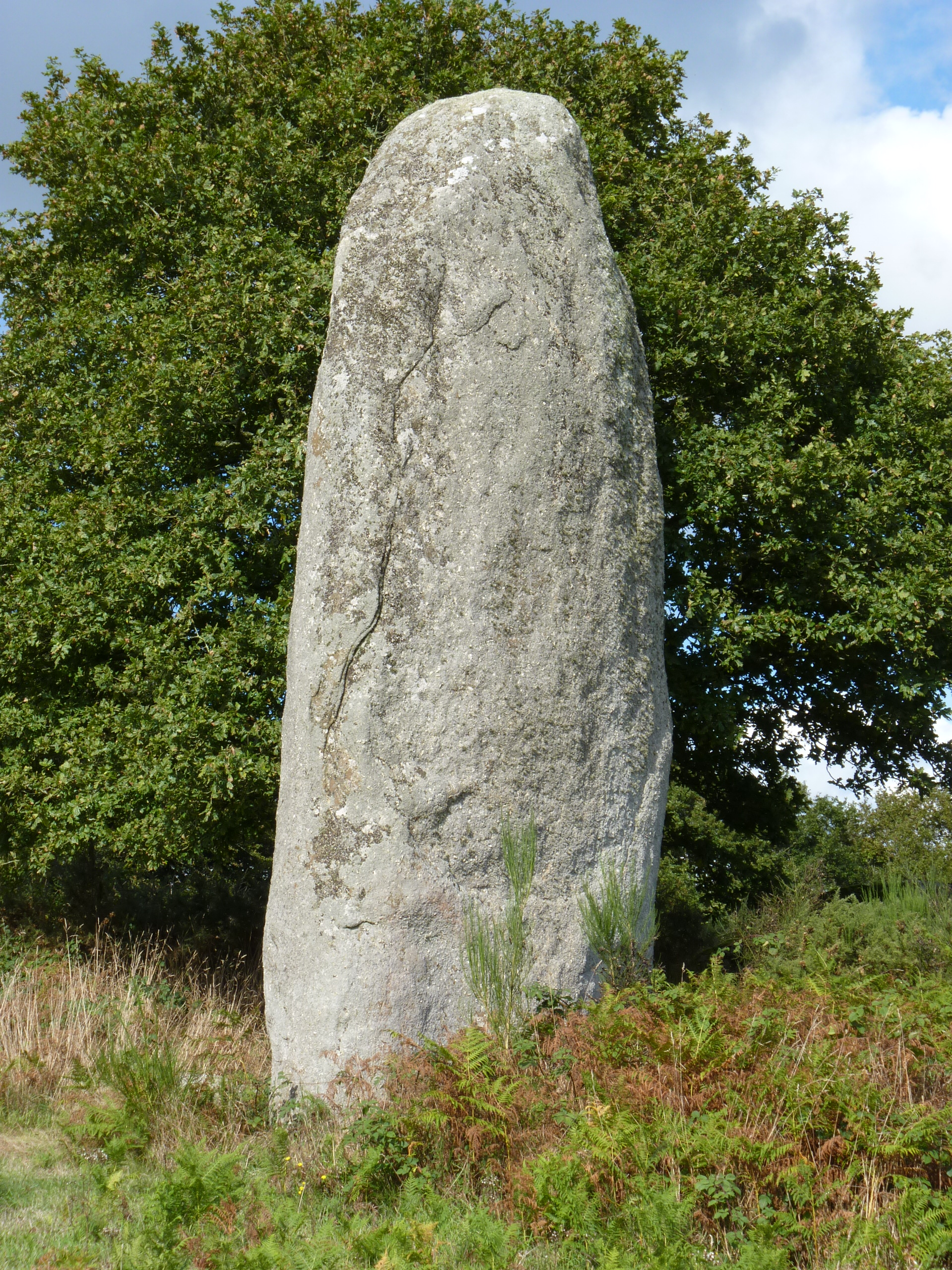
Менгир Кергорнек